# Campeonato Mundial de Voleibol Feminino de 1990
O Campeonato Mundial de Voleibol Feminino de 1990 foi a 11ª edição do torneio organizado pela Federação Internacional de Voleibol (FIVB). Foi realizado na China, de 22 de agosto a 1 de setembro de 1990. A seleção chinesa não teve a mesma sorte das duas edições anteriores e foi derrotada na final pela União Soviética por três sets a um. Foi o último título da equipe sob a bandeira soviética. Os Estados Unidos venceram Cuba por três a um na disputa pelo bronze.

## Times
| Grupo A - China - Egito - Itália - Coreia do Sul | Grupo B - Cuba - Japão - Taipé Chinesa - Alemanha Ocidental | Grupo C - Canadá - Países Baixos - União Soviética - Peru | Grupo D - Argentina - Brasil - Alemanha Oriental - Estados Unidos |

## Fase Preliminar

### Grupo A
|    | Time          | Pontos | J | V | D | PP | PC | Pontos Average | SP | SC | Sets Average |
| -- | ------------- | ------ | - | - | - | -- | -- | -------------- | -- | -- | ------------ |
| 1. | China         | 6      | 3 | 3 | 0 |    |    |                | 9  | 0  | MAX          |
| 2. | Coreia do Sul | 5      | 3 | 2 | 1 |    |    |                | 6  | 3  | 2.000        |
| 3. | Itália        | 4      | 3 | 1 | 2 |    |    |                | 3  | 6  | 0.500        |
| 4. | Egito         | 3      | 3 | 0 | 3 |    |    |                | 0  | 9  | 0.000        |

### Grupo B
|    | Time               | Pontos | J | V | D | PP | PC | Pontos Average | SP | SC | Sets Average |
| -- | ------------------ | ------ | - | - | - | -- | -- | -------------- | -- | -- | ------------ |
| 1. | Cuba               | 6      | 3 | 3 | 0 |    |    |                | 9  | 1  | 9.000        |
| 2. | Japão              | 5      | 3 | 2 | 1 |    |    |                | 7  | 4  | 1.750        |
| 3. | Taipé Chinesa      | 4      | 3 | 1 | 2 |    |    |                | 3  | 7  | 0.428        |
| 4. | Alemanha Ocidental | 3      | 3 | 0 | 3 |    |    |                | 2  | 9  | 0.222        |

### Grupo C
|    | Time            | Pontos | J | V | D | PP | PC | Pontos Average | SP | SC | Sets Average |
| -- | --------------- | ------ | - | - | - | -- | -- | -------------- | -- | -- | ------------ |
| 1. | União Soviética | 6      | 3 | 3 | 0 |    |    |                | 9  | 1  | 9.000        |
| 2. | Peru            | 5      | 3 | 2 | 1 |    |    |                | 6  | 4  | 1.500        |
| 3. | Países Baixos   | 4      | 3 | 1 | 2 |    |    |                | 4  | 6  | 0.666        |
| 4. | Canadá          | 3      | 3 | 0 | 3 |    |    |                | 1  | 9  | 0.111        |

### Grupo D
|    | Time              | Pontos | J | V | D | PP | PC | Pontos Average | SP | SC | Sets Average |
| -- | ----------------- | ------ | - | - | - | -- | -- | -------------- | -- | -- | ------------ |
| 1. | Estados Unidos    | 6      | 3 | 3 | 0 |    |    |                | 9  | 0  | MAX          |
| 2. | Brasil            | 5      | 3 | 2 | 1 |    |    |                | 6  | 4  | 1.500        |
| 3. | Alemanha Oriental | 4      | 3 | 1 | 2 |    |    |                | 4  | 6  | 0.666        |
| 4. | Argentina         | 3      | 3 | 0 | 3 |    |    |                | 0  | 9  | 0.000        |

## Segunda Fase

### Grupo E
|     | Time               | Pontos | J | V | D | PP | PC | Pontos Average | SP | SC | Sets Average |
| --- | ------------------ | ------ | - | - | - | -- | -- | -------------- | -- | -- | ------------ |
| 13. | Alemanha Ocidental | 6      | 3 | 3 | 0 |    |    |                | 9  | 2  | 4.500        |
| 14. | Canadá             | 5      | 3 | 2 | 1 |    |    |                | 8  | 3  | 2.666        |
| 15. | Argentina          | 4      | 3 | 1 | 2 |    |    |                | 3  | 6  | 0.500        |
| 16. | Egito              | 3      | 3 | 0 | 3 |    |    |                | 0  | 9  | 0.000        |

## Fase Final
|  | Semi-finais          | Semi-finais          |                      |                | Final    | Final    |  |  | Final                | Final |
|  |                      |                      |                      |                |          |          |  |  |                      |       |
|  | 28 de agosto de 1990 |                      |                      |                |          |          |  |  |                      |       |
|  |                      |                      |                      |                |          |          |  |  |                      |       |
|  | União Soviética      | 3                    |                      |                |          |          |  |  |                      |       |
|  | União Soviética      | 3                    | 30 de agosto de 1990 |                |          |          |  |  |                      |       |
|  | Brasil               | 1                    |                      |                |          |          |  |  |                      |       |
|  | Brasil               | 1                    | União Soviética      | 3              |          |          |  |  |                      |       |
|  | 28 de agosto de 1990 |                      | União Soviética      | 3              |          |          |  |  |                      |       |
|  |                      | Cuba                 | 0                    |                |          |          |  |  |                      |       |
|  | Cuba                 | Cuba                 | 0                    | 3              |          |          |  |  |                      |       |
|  | Cuba                 |                      | 31 de agosto de 1990 | 3              |          |          |  |  |                      |       |
|  | Coreia do Sul        | 0                    |                      |                |          |          |  |  |                      |       |
|  | Coreia do Sul        | 0                    | União Soviética      | 3              |          |          |  |  |                      |       |
|  | 28 de agosto de 1990 |                      | União Soviética      | 3              |          |          |  |  |                      |       |
|  |                      | China                | 1                    |                |          |          |  |  |                      |       |
|  | Estados Unidos       | China                | 1                    | 3              |          |          |  |  |                      |       |
|  | Estados Unidos       | 30 de agosto de 1990 |                      | 3              |          |          |  |  |                      |       |
|  | Japão                | 1                    |                      |                |          |          |  |  |                      |       |
|  | Japão                | 1                    | Estados Unidos       | 0              | 3º lugar | 3º lugar |  |  |                      |       |
|  | 28 de agosto de 1990 |                      | Estados Unidos       | 0              | 3º lugar | 3º lugar |  |  |                      |       |
|  |                      | China                | 3                    |                |          |          |  |  |                      |       |
|  | China                | China                | 3                    | 3              | Cuba     | 1        |  |  |                      |       |
|  | China                |                      |                      | 3              | Cuba     | 1        |  |  |                      |       |
|  | Peru                 | 0                    |                      | Estados Unidos | 3        |          |  |  |                      |       |
|  | Peru                 | 0                    |                      |                | 3        |          |  |  |                      |       |
|  |                      |                      |                      |                |          |          |  |  | 31 de agosto de 1990 |       |
|  |                      |                      |                      |                |          |          |  |  |                      |       |

### Classificação 5º a 8º lugar
|  | 5º-8º lugar          | 5º-8º lugar          |   |                      | 5º lugar             | 5º lugar |  |
|  |                      |                      |   |                      |                      |          |  |
|  | 30 de agosto de 1990 |                      |   |                      |                      |          |  |
|  | Coreia do Sul        | 3                    |   |                      |                      |          |  |
|  | Brasil               | 1                    |   |                      |                      |          |  |
|  |                      |                      |   |                      |                      |          |  |
|  |                      |                      |   |                      | 31 de agosto de 1990 |          |  |
|  |                      |                      |   |                      | Coreia do Sul        | 3        |  |
|  |                      | Peru                 | 1 |                      |                      |          |  |
|  |                      |                      |   |                      |                      |          |  |
|  |                      |                      |   |                      |                      |          |  |
|  |                      |                      |   |                      | 7º lugar             |          |  |
|  | 30 de agosto de 1990 | 30 de agosto de 1990 |   | 31 de agosto de 1990 | 31 de agosto de 1990 |          |  |
|  | Peru                 | 3                    |   | Brasil               | 3                    |          |  |
|  | Japão                | 0                    |   |                      | Japão                | 0        |  |

### Classificação 9º ao 12º lugar
|  | 9º-12º lugar         | 9º-12º lugar         |   |                      | 9º lugar             | 9º lugar |  |
|  |                      |                      |   |                      |                      |          |  |
|  | 30 de agosto de 1990 |                      |   |                      |                      |          |  |
|  | Itália               | 3                    |   |                      |                      |          |  |
|  | Taipé Chinesa        | 2                    |   |                      |                      |          |  |
|  |                      |                      |   |                      |                      |          |  |
|  |                      |                      |   |                      | 31 de agosto de 1990 |          |  |
|  |                      |                      |   |                      | Itália               | 1        |  |
|  |                      | Países Baixos        | 3 |                      |                      |          |  |
|  |                      |                      |   |                      |                      |          |  |
|  |                      |                      |   |                      |                      |          |  |
|  |                      |                      |   |                      | 11º lugar            |          |  |
|  | 30 de agosto de 1990 | 30 de agosto de 1990 |   | 31 de agosto de 1990 | 31 de agosto de 1990 |          |  |
|  | Países Baixos        | 3                    |   | Taipé Chinesa        | 3                    |          |  |
|  | Alemanha Oriental    | 0                    |   |                      | Alemanha Oriental    | 0        |  |